# تانقوب
تنقوب هي قرية جبلية مغربية شمال المملكة. تنتمي تنقوب لإقليم شفشاون. تضم هذه الجماعة القروية 8097 نسمة (إحصاء 2024).